# Gu Junjie
Gu Junjie, född 5 maj 1985, är en friidrottare från Kina. Han deltog vid olympiska sommarspelen 2008.